# Chiesetta del Santissimo Salvatore
La Chiesetta del Santissimo Salvatore è una chiesa cattolica che si trova ad Alcamo, in provincia di Trapani.

## Storia
Questa chiesa è nominata in un documento del 1379; anche lo storico Ignazio de Blasi ne parla e dice che questa chiesa, alle falde del monte Bonifato, era molto antica in quanto ha la porta maggiore rivolta verso ovest e il Cappellone ad est, come nei tempi remoti.
Nel 1531, accanto alla chiesa, c'era il convento dei Padri di Santa Maria della Mercede, detti anche della Redenzione perché votati alla nobile opera di riscatto dei cristiani in mano ai Turchi; ai Mercedari, dal 1621, seguirono i conventuali riformati.
Nel 1639 essa era retta dai Frati Francescani Conventuali, e vi avevano diritto di patronato i falegnami detti "li bottari"; per la loro devozione i venerdì di marzo venivano solennizzati all'altare maggiore.
Alcune stanze furono costruite attorno al 1890 sulle rovine del convento per opera del Padre Salvatore Mannina, che vi condusse vita quasi monastica assieme ad alcuni giovani che volevano avviarsi alla vita clericale.
Nel 1942, il francescano Alessandro Vincenzo Petralia, cappellano militare, fece fare dei restauri interni ed esterni alla chiesa, su progetto dell'ing. Giuseppe Russo; il prospetto della chiesetta venne rifatto in stile gotico.
Dal 1925 al 1942 la Congregazione del Santissimo Salvatore fu attiva in questa chiesa e, per statuto, oltre alla festa di Santa Lucia, doveva attivarsi anche per la solenne celebrazione della festa del Titolare, che si svolgeva la prima domenica dopo il 6 agosto (ricorrenza del nome del Salvatore).
Alla festa partecipavano gli abitanti del quartiere e le famiglie che villeggiavano in quella contrada; dopo le messe semplici e quelle cantate del mattino, c'era la processione nel pomeriggio; c'erano anche concerti bandistici, alberi della cuccagna, archi di bandierine di carta e le luci, con panierini fatti di carta trasparente colorata, in questa sagra popolare di mezza estate, in alcuni anni erano presenti anche i fuochi d'artificio.
Dopo il terremoto del 1968 la chiesa fu affidata al parroco della chiesa del Sacro Cuore e si è provveduto ad ulteriori restauri nei primi anni 80; questi interventi furono provvidenziali e servirono a riaccendere l'interesse verso la chiesetta ed evitarne la paventata vendita.
Per un certo periodo ha funzionato come sede della nuova parrocchia della Madonna del Riposo, eretta nel 1986 dal Vescovo di Trapani, in attesa che si erigesse una nuova chiesa più ampia, ma dopo qualche anno non se n'è fatto più nulla.

## Descrizione ed opere
- Altare maggiore: tela del Santissimo Salvatore realizzata da Angelo Tamajo nel 1898, pittore e fotografo che lavorava ad Alcamo a fine '800
- Su una parete: tela della Madonna del Riposo di Francesco di Giovanni (1989), una riproduzione di quella dipinta da Giuseppe Renda
- In sacrestia: tela ovale della Madonna del Riposo, opera di Mariella Novara (1982).